# Keno
Keno（キーノ）は、日本のロックバンド。名前の由来は、カジノゲームの一種であるキノである。

## メンバー
- HIRO（1977年12月15日 - ）
  - ボーカル担当。熊本県菊陽町出身。
- 田村直樹（たむら なおき、1972年5月11日 - ）
  - ギター担当。神奈川県藤沢市出身。
- 長谷記史（はせ のりふみ、1978年2月22日 - ）
  - ベース担当。山口県長門市出身。
- 川上貴史（かわかみ たかし、1973年12月2日 - ）
  - ドラムス担当。東京都墨田区出身。
- 長田直之（おさだ なおゆき、1973年7月19日 - ）
  - キーボード担当。東京都国分寺市出身。

## 来歴
1999年5月21日、1stシングル「Circle of Days」でデビュー。
デビュー当初はHIRO（ボーカル）、田村（ギター）、長田（キーボード）の3人編成だったが、4thシングル「パレット」より、サポートメンバーとして共に活動していた長谷（ベース）と川上（ドラムス）が正式加入。
2000年元旦に発売し、テレビアニメ『HUNTER×HUNTER』のテーマソングとなった3rdシングル「おはよう。」がスマッシュヒット。
同年6月にアルバム『Breathe』、2001年1月には5thシングル「Be With You」をリリースしたが、2001年2月に公式のアナウンスは特にないまま突然の解散に至った。

## ディスコグラフィー

### 参加作品
| 発売日        | タイトル                                       | 規格品番   | 曲順 | 楽曲                   |
| ------------- | ---------------------------------------------- | ---------- | ---- | ---------------------- |
| 2000年3月15日 | HUNTER×HUNTER オリジナルサウンドトラック Vol.2 | MJCG-80025 | M.1  | おはよう。（TVサイズ） |

## タイアップ一覧
| 使用年 | 曲名               | タイアップ                                                                                |
| ------ | ------------------ | ----------------------------------------------------------------------------------------- |
| 1999年 | Circle of Days     | 日本テレビ系『ろみひー』エンディングテーマ                                                |
| 1999年 | Heat Haze 〜陽炎〜 | 朝日放送・テレビ朝日系『人気者でいこう!』エンディングテーマ                               |
| 2000年 | おはよう。         | フジテレビ系アニメ『HUNTER×HUNTER』オープニングテーマ（第1話 - 第48話）                   |
| 2000年 | パレット           | 朝日放送・テレビ朝日系『人気者でいこう!』エンディングテーマ                               |
| 2000年 | パレット           | コジマ「フレッシュ・グレー」キャンペーンソング                                            |
| 2000年 | トモダチでいよう   | au「ともだちだね」キャンペーンソング                                                      |
| 2000年 | Sister'n Brother   | 高須クリニック CMソング                                                                   |
| 2001年 | Be With You        | アルク CMソング                                                                           |
| 2001年 | Be With You        | TBS系『CDTV-Neo』2001年2月度オープニングテーマ                                            |
| 2001年 | 曲名不明           | アトラス ゲームボーイカラー用ゲームソフト「真・女神転生 デビルチルドレン 白の書」CMソング |